# توماس ووكر (شاعر)
توماس ووكر (و. 1532 – 1584 م) هو شاعر، وكاتب، وكاتب مسرحي، وشاعر قانوني ‏، وقاضي، وسياسي، ومحامي من مملكة إنجلترا، ولد في لندن، توفي في بيدفوردشير، عن عمر يناهز 52 عاماً.

## مناصب
تولى منصب عضو مجلس النواب في البرلمان البريطاني ‏
- Member of the 1571 Parliament ‏[12][13]
- Member of the 1563-67 Parliament ‏[12][13]
- Member of the 1558 Parliament ‏[12][13]
- Member of the 1572-83 Parliament ‏[12][13]

.

## التعليم
تعلم في جامعة كامبريدج، وتعلم في كلية الثالوث، كامبريدج
.

## روابط خارجية
- توماس ووكر على موقع الموسوعة البريطانية (الإنجليزية)